# Unité urbaine de Vernon
L'unité urbaine de Vernon est une unité urbaine française centrée sur la ville de Vernon, au cœur de la troisième unité urbaine du département de l'Eure,  dans la région de Normandie.

## Données générales
Dans le zonage réalisé par l'Insee en 2010, l'unité urbaine était composée de quatre communes. En 2017, à la suite de la création de la commune nouvelle de La Chapelle-Longueville, issue de la fusion de La Chapelle-Réanville, Saint-Just et Saint-Pierre-d'Autils, elle est composée de trois communes.
Dans le nouveau zonage réalisé en 2020, elle est composée des trois mêmes communes.
En 2022, avec 32 598 habitants, elle représente la 3e unité urbaine du département de l'Eure et occupe le 10e rang dans la région Normandie.

## Composition de l'unité urbaine en 2020
Elle est composée des trois communes suivantes :
| Nom                     | Code Insee | Département | Statut       | Superficie (km2) | Population (dernière pop. légale) | Densité (hab./km2) | Modifier                                    |
| ----------------------- | ---------- | ----------- | ------------ | ---------------- | --------------------------------- | ------------------ | ------------------------------------------- |
| Vernon (ville-centre)   | 27681      | Eure        | ville-centre | 34,92            | 24 841 (2022)                     | 711                | modifier les données · modifier les données |
| La Chapelle-Longueville | 27554      | Eure        | banlieue     | 19,60            | 3 283 (2022)                      | 168                | modifier les données · modifier les données |
| Saint-Marcel            | 27562      | Eure        | banlieue     | 9,93             | 4 474 (2022)                      | 451                | modifier les données · modifier les données |

## Évolution démographique
| 1968   | 1975   | 1982   | 1990   | 1999   | 2008   | 2013   | 2019   |
| ------ | ------ | ------ | ------ | ------ | ------ | ------ | ------ |
| 23 820 | 28 884 | 29 446 | 30 882 | 32 385 | 33 424 | 32 135 | 31 490 |

#### Données générales
- Unité urbaine
- Aire d'attraction d'une ville
- Aire urbaine (France)
- Liste des unités urbaines de France

#### Données démographiques en rapport avec l'unité urbaine de Vernon
- Aire d'attraction de Paris
- Arrondissement des Andelys

#### Données démographiques en rapport avec l'Eure
- Démographie de l'Eure